# Refugi Delgado Úbeda

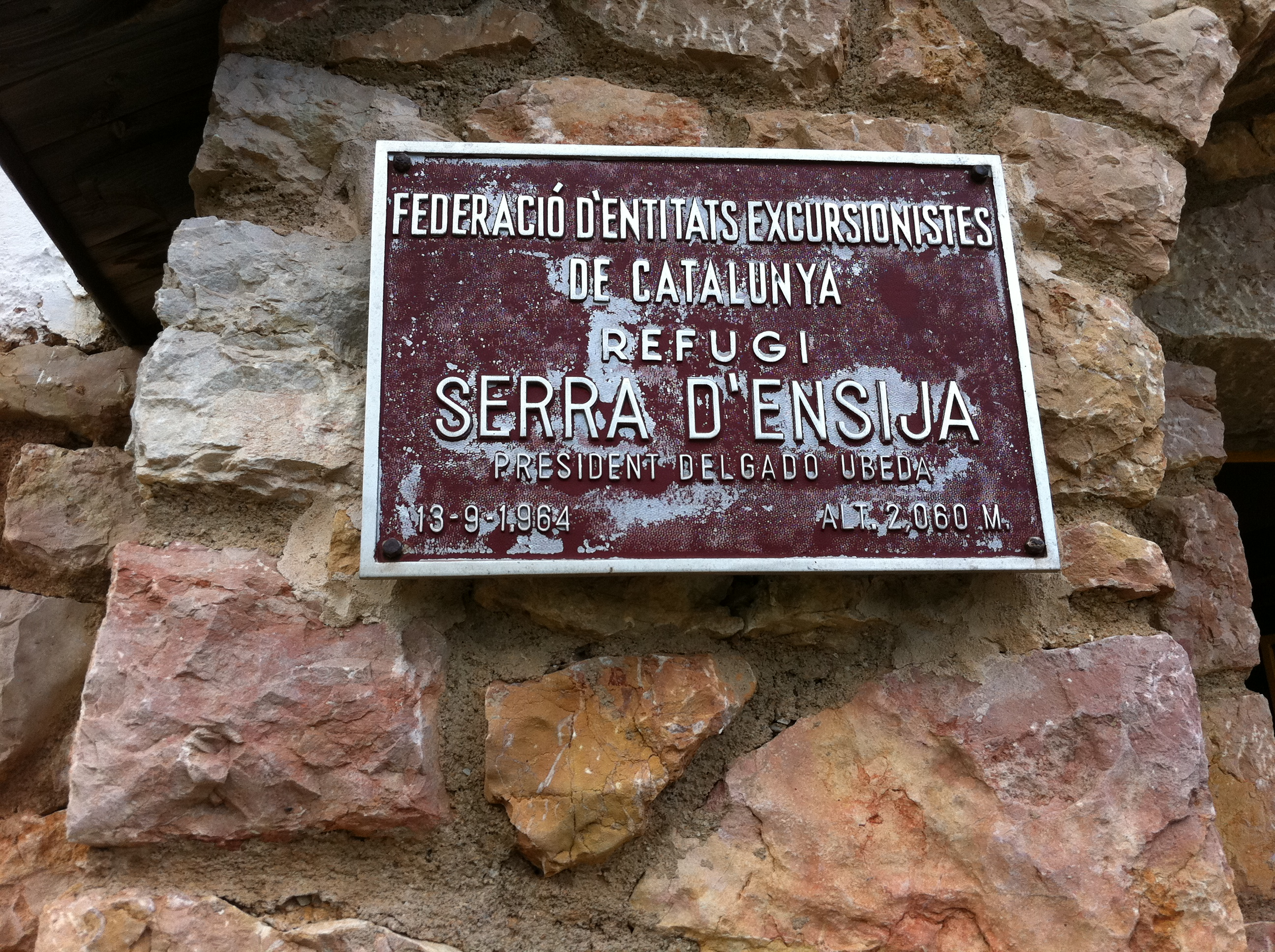
Placa del refugi

El Refugi Serra d'Ensija, també conegut com a refugi Delgado Úbeda, és un refugi de muntanya que es troba al sud del municipi de Saldes, a la serra d'Ensija.
Es tracta d'un refugi de muntanya situat al vessant sud-est del Cap de la Gallina Pelada, dalt la serra d'Ensija, a 2.157 metres d'altitud. La seva inauguració tingué lloc el 13 de setembre de 1964, amb el nom de 'refugi President Delgado Úbeda', en honor del llavors president de la Federació Espanyola d'Esports de Muntanya i Escalada. És propietat de la Federació d'Entitats Excursionistes de Catalunya (FEEC), i té una capacitat de trenta-una places. És base d'ascensió al Cap de la Gallina Pelada de 2.321 metres d'altitud, punt culminant de la serra d'Ensija, i es troba a escassa distància del GR-107, anomenat Camí dels Bons Homes. La seva ubicació és un indret magnífic per a la pràctica de l'excursionisme hivernal amb raquetes de neu, amb uns perfils de muntanyes majoritàriament arrodonits, ideals per a la pràctica d'aquesta disciplina de muntanya. També s'hi poden fer diverses excursions amb esquí de muntanya. Ensija és l'únic refugi guardat d’aquesta serralada prepirinenca.